# Аппер-Гет-Крік 1
Аппер-Гет-Крік 1 (англ. Upper Hat Creek 1) — індіанська резервація в Канаді, у провінції Британська Колумбія, у межах регіонального округу Томпсон-Нікола.

## Населення
За даними перепису 2016 року, індіанська резервація нараховувала 25 осіб, показавши скорочення на 13,8%, порівняно з 2011-м роком. Середня густина населення становила 2,8 осіб/км².

## Клімат
Середня річна температура становить 4,7°C, середня максимальна – 19,7°C, а середня мінімальна – -13,8°C. Середня річна кількість опадів – 407 мм.
| Клімат поселення                              | Клімат поселення | Клімат поселення | Клімат поселення | Клімат поселення | Клімат поселення | Клімат поселення | Клімат поселення | Клімат поселення | Клімат поселення | Клімат поселення | Клімат поселення | Клімат поселення | Клімат поселення |
| Показник                                      | Січ.             | Лют.             | Бер.             | Квіт.            | Трав.            | Черв.            | Лип.             | Серп.            | Вер.             | Жовт.            | Лист.            | Груд.            |                  |
| Середній максимум, °C                         | 0,08             | 3,04             | 7,26             | 11,76            | 16,05            | 19,67            | 19,53            | 19,60            | 14,90            | 9,11             | 2,37             | −2,77            |                  |
| Середня температура, °C                       | −6,87            | −3,91            | 0,32             | 4,83             | 9,10             | 12,73            | 15,68            | 15,77            | 11,07            | 5,28             | −1,46            | −6,6             |                  |
| Середній мінімум, °C                          | −13,82           | −10,86           | −6,64            | −2,12            | 2,17             | 5,78             | 11,86            | 11,94            | 7,24             | 1,46             | −5,3             | −10,43           |                  |
| Норма опадів, мм                              | 30               | 20               | 18               | 24               | 40               | 51               | 50               | 37               | 32               | 29               | 37               | 39               |                  |
| Середньомісячна швидкість вітру, м/с          | 2.21             | 2.31             | 2.61             | 2.88             | 2.64             | 2.51             | 2.33             | 2.14             | 2.06             | 2.33             | 2.36             | 2.25             |                  |
| Середньомісячна сонячна радіація, кДж/м²·день | 3287             | 6286             | 10768            | 15720            | 19181            | 20563            | 21619            | 18395            | 12945            | 7286             | 3632             | 2551             |                  |
| --------------------------------------------- | ---------------- | ---------------- | ---------------- | ---------------- | ---------------- | ---------------- | ---------------- | ---------------- | ---------------- | ---------------- | ---------------- | ---------------- | ---------------- |
| Джерело:                                      |                  |                  |                  |                  |                  |                  |                  |                  |                  |                  |                  |                  |                  |